# Tizi Ouasli
Tizi Ouasli (en àrab تيزي وسلي, Tīzī Waslī; en amazic ⵟⵉⵣⵉ ⵓⵙⵔⵉ) és una comuna rural de la província de Taza, a la regió de Fes-Meknès, al Marroc. Segons el cens de 2014 tenia una població total de 6.639 persones.